# Поддеревенка
Поддеревенка (укр. Піддеревенка) — село в Добросинско-Магеровской сельской общине Львовского района Львовской области Украины.
Население по переписи 2001 года составляло 213 человек. Занимает площадь 6,10 км². Почтовый индекс — 80337. Телефонный код — 3252.